# Liste des édifices religieux de Souzdal
La liste des édifices religieux de Souzdal recense les lieux de culte, exclusivement chrétiens, situées dans la ville de Souzdal, en Russie.

## Histoire

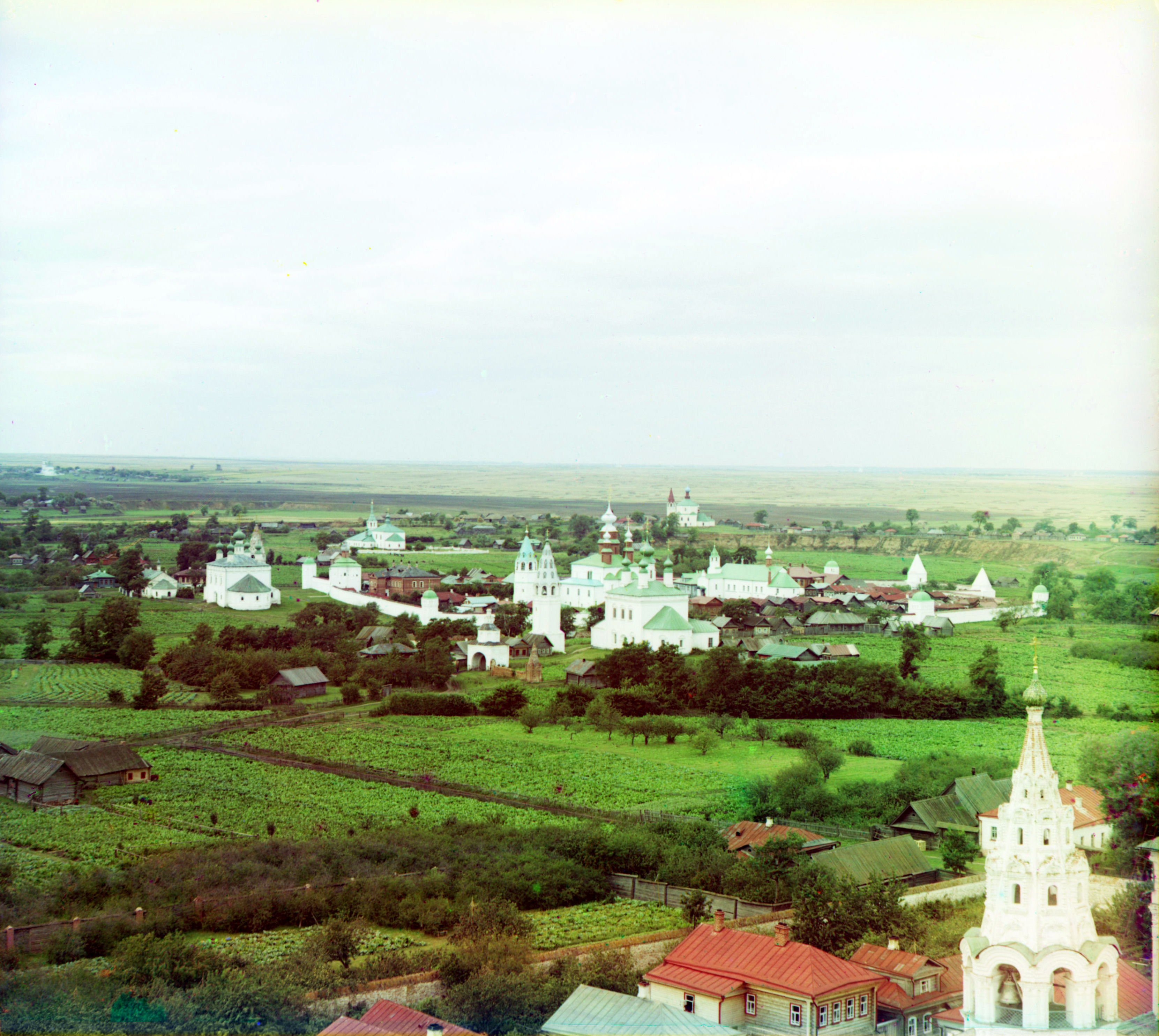
Couvent de l'Intercession en 1911 par Sergueï Prokoudine-Gorski.

La ville de Souzdal est l'une des plus anciennes villes du nord-est de la Russie européenne. Sa formation en tant que ville et le développement de son aspect architectural ont duré plus de 1000 ans. La première église chrétienne de Souzdal est apparue vers le milieu du XIe siècle, de l'autre côté de la rivière Kamenka, au sud des fortifications. C'était l'église de Dmitry dans la cour du monastère de Kiev-Petchersk . Avec la cour en bois, l'église de Dmitry a survécu après qu'Oleg Sviatoslavich ait incendié Souzdal  .
Au tournant des XIe et XIIe siècles, la première cathédrale en pierre fut construite à Souzdal. À cette époque, Souzdal était gouvernée par les Monomakhovitch, une dynastie dont le fondateur était Vladimir Monomakh. L'Église de la Dormition a été construite par des artisans de Kiev et son modèle était la cathédrale de la Laure des Grottes de Kiev.

## Édifices existants

### Monastères

#### Monastère du Sauveur-Saint-Euthyme
| Photo | Nom                                | Date de construction | Adresse           | Notice            | Protection                                                        |
| ----- | ---------------------------------- | -------------------- | ----------------- | ----------------- | ----------------------------------------------------------------- |
|       | Monastère du Sauveur-Saint-Euthyme | XIVe siècle          | Rue Lénine, n°133 | n°331520003960006 | Objet patrimonial culturel de Russie d'importance fédérale (1960) |
|       | Cathédrale de la Transfiguration   | 1511                 | Rue Lénine, n°133 | n°331510003960026 | Objet patrimonial culturel de Russie d'importance fédérale (1960) |

#### Monastère de la Déposition-de-la-Robe
| Photo | Nom                                                                             | Date de construction              | Adresse        | Notice            | Protection                                                        |
| ----- | ------------------------------------------------------------------------------- | --------------------------------- | -------------- | ----------------- | ----------------------------------------------------------------- |
|       | Monastère de la Déposition-de-la-Robe-de-la-Vierge                              | 1207 (fondation)                  | Rue Lénine, 79 | n°331420135550006 | Objet patrimonial culturel de Russie d'importance fédérale (1960) |
|       | Cathédrale de la Déposition-de-la-Robe                                          | 1520-1560                         | Rue Lénine, 79 | n°331410135550016 | Objet patrimonial culturel de Russie d'importance fédérale (1960) |
|       | Saintes-Portes                                                                  | 1688                              | Rue Lénine, 79 | n°331410135550056 | Objet patrimonial culturel de Russie d'importance fédérale (1960) |
|       | Le vénérable beffroi et église-réfectoire de la Présentation de Jésus au temple | 1813—1819 (beffroi) 1882 (église) | Rue Lénine, 79 | n°331410135550036 | Objet patrimonial culturel de Russie d'importance fédérale (1960) |

#### Autres monastères
| Photo | Nom                       | Date de construction | Adresse                | Notice            | Protection                                                        |
| ----- | ------------------------- | -------------------- | ---------------------- | ----------------- | ----------------------------------------------------------------- |
|       | Couvent de l'Intercession | 1364                 | Rue Pokrovskaïa, n°76  | n°331420177540006 | Objet patrimonial culturel de Russie d'importance fédérale (1960) |
|       | Monastère Saint-Alexandre | 1240 (fondation)     | Rue Gasteva, n°31      | n°331420137610006 | Objet patrimonial culturel de Russie d'importance fédérale (1960) |
|       | Monastère Vassilievski    | XIIIe siècle         | Rue Vassilievka, n°32b | n°331420181520006 | Objet patrimonial culturel de Russie d'importance fédérale (1960) |

### Kremlin
| Photo | Nom                                  | Date de construction | Adresse            | Notice            | Protection                                                        |
| ----- | ------------------------------------ | -------------------- | ------------------ | ----------------- | ----------------------------------------------------------------- |
|       | Église de la Dormition               | 1207 (fondation)     | Rue du Kremlin, 8  | n°331410133920086 | Objet patrimonial culturel de Russie d'importance fédérale (1960) |
|       | Cathédrale de la Nativité de Souzdal | 1225                 | Rue du Kremlin, 20 | n°331510003950026 | Objet patrimonial culturel de Russie d'importance fédérale (1960) |
|       | Église Saint-Nicolas                 | 1739                 | Rue Lebedev        | n°331520003950066 | Objet patrimonial culturel de Russie d'importance fédérale (1960) |
|       | Église de la Nativité                | 1775                 | Rue Lebedev        | n°331520003950066 | Objet patrimonial culturel de Russie d'importance fédérale (1960) |
|       | Église Saint-Nicolas de Glotovo      | 1766                 | Rue du Kremlin, 20 | n°331510003950056 | Objet patrimonial culturel de Russie d'importance fédérale (1960) |

### Place du commerce
| Photo | Nom                                        | Date de construction | Adresse                 | Notice            | Protection                                                        |
| ----- | ------------------------------------------ | -------------------- | ----------------------- | ----------------- | ----------------------------------------------------------------- |
|       | Église de la Résurrection                  | 1720                 | Rue Lénine, 63b         | n°331510209980006 | Objet patrimonial culturel de Russie d'importance fédérale (1960) |
|       | Église Notre-Dame-de-Kazan                 | 1739                 | Rue Lénine, 63b         | n°331410133920226 | Objet patrimonial culturel de Russie d'importance fédérale (1960) |
|       | Église Saint-Constantin-et-Sainte-Hélène   | 1707                 | Place du Commerce, n°9  | n°331410133920066 | Objet patrimonial culturel de Russie d'importance fédérale (1960) |
|       | Église des Douleurs                        | 1782                 | Place du commerce, n°11 | n°331410133920096 | Objet patrimonial culturel de Russie d'importance fédérale (1960) |
|       | Église de l'Entrée du Christ à Jérusalem   | 1707                 | Rue du Kremlin, 7a      | n°331410133920136 | Objet patrimonial culturel de Russie d'importance fédérale (1960) |
|       | Église Sainte-Parascève-Vendredi-au-Marché | 1772                 | Rue du Kremlin, 66      | n°31410133920126  | Objet patrimonial culturel de Russie d'importance fédérale (1960) |

### Possad
| Photo | Nom                                        | Date de construction | Adresse                  | Notice            | Protection                                                        |
| ----- | ------------------------------------------ | -------------------- | ------------------------ | ----------------- | ----------------------------------------------------------------- |
|       | Église de la Décapitation de Jean-Baptiste | 1720                 | Rue Lénine, n°55a        | n°331410133920046 | Objet patrimonial culturel de Russie d'importance fédérale (1960) |
|       | Église d'Antipas de Pergame                | 1745                 | Rue Lénine, n°736        | n°331410133920106 | Objet patrimonial culturel de Russie d'importance fédérale (1960) |
|       | Église de la Résurrection de Lazare        | 1667                 | Rue Lénine, n°73b        | n°31410133920186  | Objet patrimonial culturel de Russie d'importance fédérale (1960) |
|       | Église de la Sainte-Croix Saint-Nicolas    | 1770                 | Rue Lénine, n°63         | n°331510133920216 | Objet patrimonial culturel de Russie d'importance fédérale (1960) |
|       | Église Saint-Côme-et-Saint-Damien          | 1725                 | Rue Krasnaïa Gorka, n°11 | n°331410133920116 | Objet patrimonial culturel de Russie d'importance fédérale (1960) |

### À Zaretchnaïa (quartiers ouest)
| Photo | Nom                                 | Date de construction | Adresse                      | Notice            | Protection                                                        |
| ----- | ----------------------------------- | -------------------- | ---------------------------- | ----------------- | ----------------------------------------------------------------- |
|       | Église Saints-Boris-et-Gleb         | 1749                 | Rue Borissova Strorona, n°5a | n°331410133920196 | Objet patrimonial culturel de Russie d'importance fédérale (1960) |
|       | Église du Prophète-Élie             | 1744                 | Rue Pouchkarsakaïa, n°53     | n°331410133920056 | Objet patrimonial culturel de Russie d'importance fédérale (1960) |
|       | Église du Signe                     | 1749                 | Rue Lénine, n°20a            | n°331410133920166 | Objet patrimonial culturel de Russie d'importance fédérale (1960) |
|       | Église de la Déposition-de-la-robe  | 1777                 | Rue Lénine, n°20b            | n°331410133920016 | Objet patrimonial culturel de Russie d'importance fédérale (1960) |
|       | Église de l'Épiphanie               | 1784                 | Rue Schmidt, n°7             | n°331410133920176 | Objet patrimonial culturel de Russie d'importance fédérale (1960) |
|       | Église Saint-Jean-Baptiste          | 1739                 | Rue Schmidt, n°7             | n°331410133920156 | Objet patrimonial culturel de Russie d'importance fédérale (1960) |
|       | Église de Tikhvine                  | XVIIe siècle         | Rue Schmidt, n°35a           | n°331410133920146 | Objet patrimonial culturel de Russie d'importance fédérale (1960) |
|       | Église Saint-Pierre-et-Saint-Paul   | 1694                 | Rue Pokrovskaïa, n°44b       | n°331410133920036 | Objet patrimonial culturel de Russie d'importance fédérale (1960) |
|       | Église Saint-Nicolas-le-Thaumaturge | 1712                 | Rue Pokrovskaïa, n°44a       | n°331410133920026 | Objet patrimonial culturel de Russie d'importance fédérale (1960) |
|       | Église de Smolensk                  | 1706                 | Rue Lénine, n°148a           | n°331410133920076 | Objet patrimonial culturel de Russie d'importance fédérale (1960) |
|       | Église Saint-Siméon-le-Stylite      | 1744                 | Rue Lénine, n°148a           | n°331410184410005 | Objet patrimonial culturel de Russie d'importance fédérale (1960) |

### Villages annexés à Souzdal

#### Quartier de Korovniki
| Photo | Nom                                       | Date de construction | Adresse             | Notice            | Protection                                                        |
| ----- | ----------------------------------------- | -------------------- | ------------------- | ----------------- | ----------------------------------------------------------------- |
|       | Église Saints Côme et Damien de Korovniki | 1696                 | Rue Korovniki, 37-A | n°331410185820005 | Objet patrimonial culturel de Russie d'importance fédérale (1996) |
|       | Église de l'Exaltation-de-la-Sainte-Croix | 1696                 | Rue Korovniki, 41b  | n°331410125500006 | Objet patrimonial culturel de Russie d'importance fédérale (1960) |

#### Quartier de Mikhaïlovka
| Photo | Nom                            | Date de construction | Adresse                   | Notice            | Protection                                                         |
| ----- | ------------------------------ | -------------------- | ------------------------- | ----------------- | ------------------------------------------------------------------ |
|       | Église Saints-Florus-et-Laurus | 1803                 | Rue Mikhaïlovskaïa, n°58b | n°331510384030005 | Objet patrimonial culturel de Russie d'importance régionale (1996) |
|       | Église Saint-Michel-Archange   | 1769                 | Rue Mikhaïlovskaïa, n°58a | n°331410123540006 | Objet patrimonial culturel de Russie d'importance fédérale (1960)  |
|       | Église Saint-Alexandre-Nevski  | Fin XIXe siècle      | Rue Mikhaïlovskaïa, n°58g | n°331410177170005 | Objet patrimonial culturel de Russie d'importance régionale (1995) |

### Musée de l'architecture en bois
Ces églises ont été transportées pour être installé dans le musée, mais ne sont pas originaires de Souzdal, mais de villages voisins.
| Photo | Nom                                        | Date de construction | Adresse           | Notice            | Protection                                                        |
| ----- | ------------------------------------------ | -------------------- | ----------------- | ----------------- | ----------------------------------------------------------------- |
|       | Église de la Transfiguration de Kozliatevo | 1756                 | Rue Pouchkarskaïa | n°331410387050006 | Objet patrimonial culturel de Russie d'importance fédérale (1960) |
|       | Église de la Résurrection de Patakino      | 1766                 | Rue Pouchkarskaïa | n°331410181400116 | Objet patrimonial culturel de Russie d'importance fédérale (1960) |

## Détruits à l'époque soviétique
Plus d'une vingtaine d'édifices ont été détruits à l'époque soviétique, et d'autres églises perdirent leurs clochers ou autres éléments:
1. Église Démétrius de Thessalonique (1773, 1812) - démantelée pour la construction d'un bain municipal en 1936-1937, l'iconostase sculptée servait de tabourets et de tables pour les soldats de l'Armée rouge.
2. Église Saint-Georges (église d'été, 1751) - démantelée en 1936-1937 en briques pour la construction d'un garage d'école professionnelle agricole.
3. Église d'Athanase et Cyrille au Kremlin (1719) - démontée en briques pour les besoins de la prison située dans le monastère du Sauveur-Saint-Euthyme.
4. Cathédrale de l'Annonciation (cathédrale d'été) - démolie en 1959-1962 lors de la restauration de la cathédrale de la Nativité de la Vierge comme extension ultérieure. Les bas-côtés nord et sud de la cathédrale ont également été démontés.
5. Église de la Louange à la Vierge Marie (1725) - les coupoles furent enlevées en 1937, progressivement démantelées jusqu'au début des années 1950. Les portes et les dalles de pierre du sol ont été transportées vers le bâtiment du comité de raïon du PCUS.
6. Église de Barbara la Grande Martyre (1737) - les dômes ont été enlevés en 1937, progressivement démantelés jusqu'au début des années 1950.
7. Église Saint-Jean Chrysostome (1727, 1799) - le clocher a été démonté en 1939, l'église a été démantelée à la fin des années 1950.
8. Église Saint-Jean l'Évangéliste de l'église du Prophète Élie - détruite en 1937 avec le clocher de l'église Élie
9. Église Saint-Nicolas (1718, conservée avec l'église Boris et Gleb survivante) - démolie en 1936-1937.
10. Cathédrale de la Trinité avec un clocher (le clocher appartenait au monastère de la Trinité, la cathédrale elle-même appartenait au monastère de la Déposition-de-la-Robe avant leur unification en 1764) (1700)
11. Église du Sauveur (1734) - démolie dans les années 1930. ainsi que la clôture et les portes de l'église baptiste préservée.
12. Église de Tous les Saints au deuxième cimetière de la ville (Znamenski) (1794) - vendue à la ferraille en 1928.
13. Église de Bogolioubovo au premier  cimetière de la ville (1789) - vendue à la ferraille en 1928.
14. Église Saint-André le Premier Appelé - détruite ainsi que le clocher voisin de l'église de Tikhvine.